# Хонго, Цугуо
Цугуо Хонго (яп. 本郷 次雄 Хонго: Цугуо, 1923—2007) — японский миколог.

## Биография
Цугуо Хонго родился 1 ноября 1923 года в округе Курита префектуры Сига (позднее вошедшем в черту города Оцу). В 1943 году он поступил в Хиросимский университет, в 1946 году получил степень бакалавра. В 1961 году Хонго получил степень доктора философии в Университете Киото. В 1968 году он стал профессором Университета Сиги. С 1987 по 1989 Хонго был президентом Микологического общества Японии. В 1995 году он стал почётным членом этого общества, а в 2003 году — почётным членом Микологического общества США. В апреле 2003 года Хонго был удостоен награды Минакаты Кувагусу за свой вклад в систематику грибов Японии. Цугуо Хонго скончался 2 апреля 2007 года в городе Оцу.

## Грибы, названные в честь Цугуо Хонго
- Amanita hongoi Bas, 1969
- Boletus hongoi T.N.Lakh. & Sagar, 1996
- Pluteus hongoi Singer, 1989
- Russula hongoi Singer, 1989
- Strobilomyces hongoi Hirot.Sato, 2011
- Tylopilus hongoi Wolfe & Bougher, 1993
- Xerula hongoi Dörfelt, 1986